# Carlos Pavón
Carlos Alberto Plummer Pavón (El Progreso, Yoro, 9 de octubre de 1973) es un exfutbolista y entrenador de fútbol hondureño. Debutó en 1992 en el Real España; también participó en otros clubes de México, Italia, Colombia, entre otros. Además de ser el máximo anotador de la Selección de fútbol de Honduras y del Real España, es uno de los jugadores con más participaciones vistiendo la camiseta nacional de su país, hasta que una hernia ocasionó su retiro del fútbol a nivel de selección.
Fue asistente técnico de la Selección de fútbol de Honduras. El 10 de enero del año 2015 hizo su retiro oficial como jugador de fútbol en un partido amistoso, portando el dorsal #9 ante el Barcelona de Ecuador

## Trayectoria
Carlos Alberto Plummer Pavón nació en El Progreso, Yoro, República de Honduras, el 9 de octubre de 1973. Los padres de Carlos Pavón son: Blanca Nieves Pavón Macedo, y el exfutbolista costarricense Allard Plummer, quien militó en el Club Deportivo Marathón en la década de los 70, y donde fue uno de los goleadores de la Liga Nacional de Fútbol de Honduras. Plummer, sin embargo, no tuvo la oportunidad de ser parte de la vida de su hijo, ya que emigró a los Estados Unidos; por lo que Carlos Pavón se crio únicamente al lado de su madre. Carlos Alberto; realizó sus estudios primarios en la escuela Manuel Bonilla y su secundaria; en el instituto "Patria" de La Lima. Luego, conoció a Emy Diana James con quien contrajo matrimonio y procreó cuatro hijos. Los primeros pasos de Pavón como futbolista los llevó a cabo en el equipo "Productores y Asociados", perteneciente a la Liga Mayor de la ciudad de La Lima. A sus 15 años; Pavón salió rumbo a Tegucigalpa con el propósito de probarse en el Club Deportivo Olimpia, que dirigía Chelato Uclés. Durante su período de prueba con el Club "Albo" Carlos estuvo en el Olimpia 5 años, pero el entrenador Uclés no le dio la debida oportunidad. Sin un centavo en la bolsa, Pavón Plummer se quedó a merced de cualquier oportunidad que se le presentara. Eso fue hasta que "un día estaba en la sede viendo los carros pasar y de repente pasó Sergio Amaya, y me preguntó si quería jugar en el Real España. ¡Claro!, le dije. Lo único que quiero es irme de aquí. Agarré mis cuatro trapitos y me vine con él", recuerda el futbolista. Fue así como Pavón pasó a formar parte de las filas "Aurinegras" del Real España, de la ciudad de San Pedro Sula, donde hoy en día es conocido como "El Ídolo".
Real España

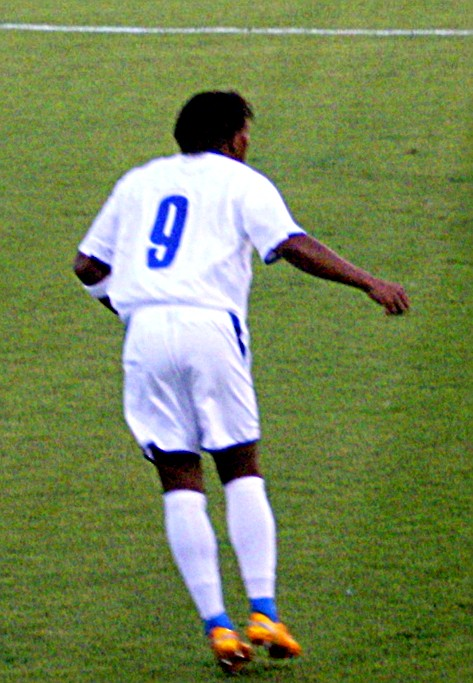
Pavón vistiendo su tradicional camiseta número 9.

Con el Club Real España, Carlos Alberto Pavón marcó más de 100 goles. En este club, Pavón tuvo la oportunidad de debutar el 30 de mayo de 1992 contra el Marathón, al cual le hizo un gol. En esa época, Pavón tuvo la oportunidad de jugar a la par de: Martín Castro, Gustavo Gallegos, Hugo Aguilar, Arriola Cárter, Camilo Bonilla, Reynaldo Hill, Luis López, Washington Hernández, Milton Flores, entre otros. 
Para la temporada de 1993 ya había ganado el título de 'campeonísimo' con el equipo 'Aurinegro'. Luego emigró al extranjero, donde tuvo la oportunidad de militar en varios equipos, retornando al cuadro Aurinegro para la temporada Clausura de 2003. En esa temporada, el Real España, de la mano del entrenador mexicano Juan de Dios Castillo, conformó un equipo altamente competitivo, donde Pavón junto al brasileño Luciano Emilio formaron una dupla temible en la delantera. Esto fue fundamental para que "La Máquina" se alzara con su octava corona de la Liga Nacional de Fútbol de Honduras. Después de esta participación se fue nuevamente al exterior y regresó para el torneo Clausura 2005-2006. En este torneo; Pavón tuvo una pobre actuación marcando únicamente dos goles en todo el campeonato.
Pero, para la temporada Clausura 2006-2007, el Real Club Deportivo España mantuvo el mismo plantel del torneo anterior junto al entrenador mexicano José Treviño. Esto sumado a una buena planificación, ayudó para que Carlos Pavón volviera a brillar y se convirtiera en figura del equipo y máximo anotador de la Liga Nacional, con 15 goles. Al final del torneo regular, el Real Club Deportivo España se adjudicó el primer lugar, ganándose merecidamente el derecho de disputar título del torneo Clausura 2006-2007. En las semifinales de ese torneo, al Real España le tocó enfrentarse al Club Deportivo Motagua de la capital. En el partido de ida, Pavón Plummer marcó los tres goles con los cuales; el equipo "Aurinegro" derrotó al "Ciclón Azul" del Motagua por 3-1. En el partido de regreso, el Real Club Deportivo España volvió a derrotar al Motagua esta vez por marcador de 1-0. El goleador Pavón se convirtió en el verdugo del Motagua al anotar el gol del triunfo desde el punto penal. Después de haber dejado en el camino al Club Deportivo Motagua, el Real España enfrentó al Club Deportivo Marathón en la gran final. En el encuentro de ida abrió el marcador con gol de cabeza en el primer tiempo. Sin embargo, los "Verdolagas" del Marathón se repusieron del golpe inicial, y terminaron doblegando al Real España por 2-1. Pero en el encuentro decisivo jugado el 19 de mayo, Pavón: "El Jugador Insignia del Real España", "El Ídolo", lideró a éstos a la obtención del título clausura 2006-2007 con un gol al minuto 48. El partido terminó 3-1 a favor de los "Aurinegros", quienes se coronaron por novena vez.
En enero de 2008, Pavón Plummer regresó al Club España luego de su participación con el Galaxy. En esa oportunidad firmó un contrato por tres años con el equipo 'Aurinegro' donde terminaría su brillante carrera futbolística. Pero en febrero de 2009, el Necaxa de México solicitó de sus servicios para tratar de salvar la categoría. El goleador gustosamente aceptó el reto firmando un contrato por 3 meses. Pero al final el equipo necaxista no se pudo salvar del descenso y regresó al Real España donde se quedó en instancias semifinales con el club 'Aurinegro'. Jugó el Apertura 2009-10, Clausura 2009-10 y la Concacaf Champions League, haciendo 19 goles. En diciembre de 2010 Pavón se retira de la selección nacional y del Real España por una operación de una hernia discal. Pero en junio de 2011, el delantero dice a la prensa que iba a regresar a las canchas con su equipo Real España. Pavón juega su primer partido oficial después de su lesión el 6 de agosto de 2011 contra el Vida. Su retiro oficial fue el 6 de mayo de 2012, después de perder la semifinal contra Olimpia en Tegucigalpa.
Clubes extranjeros

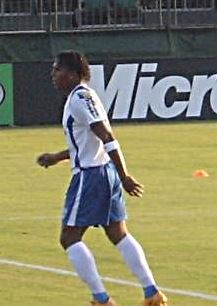
Carlos Pavón.

En 1994, Carlos Pavón salió rumbo a México a enrolarse en las filas del Deportivo Toluca. Allí tuvo la oportunidad de demostrar sus cualidades goleadoras anotando 7 goles. Sin embargo, los constantes llamados a la Selección de fútbol de Honduras obligaron al cuadro “choricero” a desprenderse del futbolista. Este sacrificio de Pavón en beneficio de su selección, le valió una condecoración de orden patriótico por parte del entonces presidente de la república: Carlos Roberto Reina Idiáquez.
Después de su paso por Toluca, Pavón se enroló en el Club San Luis en 1995 de la Primera A, donde no tuvo una buena experiencia. En ese club anotó 5 goles. Después de su breve paso por el San Luis, tuvo la oportunidad de enrolarse en el Real Valladolid de España, junto a su gran compañero Amado Guevara. En el club español tuvo la alegría de enfrentar al Real Madrid. No obstante, Pavón y Guevara fueron dados de baja.
A su regreso de España, a Pavón se le presentó la oportunidad de enrolarse con el Club Correcaminos de la UAT de la segunda división de México. En ese club demostró sus grandes cualidades goleadoras (anotando 14 tantos), ganando el torneo de invierno y llevando al equipo a la final de ascenso. Sin embargo el Correcaminos se quedó corto en la gran final, perdiendo Pavón la oportunidad de ascender con su club al máximo circuito mexicano.
Su participación fue tan destacada en el Correcaminos, que el experimentado técnico mexicano, Manuel Lapuente recomendó su contratación para el Club Necaxa de la capital. Allí tuvo una destacada participación, marcando varios goles importantes junto a Álex Aguinaga, Cuauhtémoc Blanco, y Luis Hernández entre otros. Al final, el Necaxa se adjudicó el subcampeonato de la Primera División de México. Después de su buena participación con el Necaxa, los servicios de Pavón fueron requeridos por el Atlético Celaya, dirigido en ese entonces por el entrenador argentino Rubén Omar Romano. La influencia de Romano en Pavón fue tan grande y positiva que Carlos Pavón lo llegó a llamar en varias oportunidades; su “Papá Romano.” En este club, anotó un total de 34 goles con lo que aportó, para salvar al equipo del descenso.
Para la temporada 2000-2001, pasó a formar parte del Monarcas Morelia. Allí conformó una dupla temible con el brasileño Alex Fernandes y fue factor fundamental al anotar 14 goles importantes, con los cuales el equipo logró llegar a las instancias finales del campeonato. Sin embargo, no tuvo la oportunidad de jugar las finales por una grave lesión. El Club Monarcas Morelia se coronó campeón del torneo Invierno 2000, y así Pavón se convirtió en el primer futbolista hondureño en ganar la liga mexicana. Después de terminado la temporada en 2001, el Club Monarcas Morelia intentó traspasar al delantero al recién ascendido La Piedad, pero Carlos Pavón se opuso y prefirió irse a probar suerte a Italia; con el Udinese Calcio de la serie A del fútbol italiano. En este equipo, Carlos Alberto tuvo muy poca participación, por lo que fue traspasado al Nápoli de la serie B donde tampoco brilló.
Después de su travesía por Italia, Pavón retornó a Honduras donde nuevamente destacó con el Real Club Deportivo España. Su buena actuación con el club que lo vio nacer, lo llevó nuevamente al Morelia, que era dirigido por su amigo Rubén Omar Romano. Pero su segunda vuelta en este club, no fue tan buena como la primera. La directiva del club decidió cesar a Romano, lo que enfureció a Pavón costándole la titularidad y posteriormente su continuidad en la institución.
Su siguiente participación internacional fue en el Fútbol Profesional Colombiano con el Deportivo Cali, para luego regresar al Cruz Azul de México, por recomendación de Romano. Una vez terminada la temporada con ese club, su contrato no fue renovado; por lo que alistó maletas y se fue para el CSD Comunicaciones de Guatemala, donde militaba su compadre y socio "Tyson" Núñez. De este Club; Pavón salió rumbo a Honduras a media temporada, porque los directivos se negaban a pagarle lo constatado en el contrato. Luego hablaría con la directiva quienes deseaban su continuidad, llegaron a un acuerdo y regresó para terminar la temporada. Después de su paso por Guatemala; Pavón regresó a Honduras y pasó nuevamente a formar parte del Real España.
Luego de terminada su participación con este club y la selección de fútbol de Honduras en la Copa Oro 2007, Pavón Plummer; retornó al extranjero. Esta vez; el goleador pasó a formar parte de Los Ángeles Galaxy de la Major League Soccer de los Estados Unidos. En el Galaxy, Pavón anotó sus primeros goles en la MLS el 18 de agosto en contra de los New York Red Bulls. Estos llegaron durante los primeros 10 minutos de juego, a dos pases del inglés David Beckham. A pesar de sus goles, el equipo "angelino" terminó perdiendo por marcador de 4-5 ante unos 66,000 espectadores en el estadio de los Gigantes de N.Y. Anteriormente, Pavón Plummer había anotado jugando un partido de la Superliga en contra del F.C. Dallas. El triunfo obtenido por el equipo "Galáctico" en ese partido, le permitió avanzar a las semifinales de dicho torneo. Al final; el Galaxy de Pavón, David Beckham y Donovan perdió la Superliga en la tanda de penaltis ante el Pachuca de México. Así también; el Galaxy perdió la oportunidad de avanzar a los play-offs de la MLS en el último partido que el Club perdió en contra del Chicago Fire. Al término de la temporada, Pavón acompañó al Galaxy en una gira que este equipo realizó por Australia y Nueva Zelanda. Aunque Pavón Plummer realizó una buena labor con el equipo angelino, anotando un gol, ello no le valió para que su contrato fuese renovado, y su desvinculación del club se hizo oficial el 14 de enero del 2008.
El 27 de febrero de 2009, llegó a México para vincularse al Necaxa. Con solo 3 puntos en la tabla general y último en la porcentual, este Club; solicitó los servicios de Carlos Pavón para reforzar la parte delantera del club, luego de haber perdido a dos de sus atacantes por lesión. "La Sombra" debutó con el equipo el domingo 1 de marzo en el empate de su nuevo equipo ante el Santos Laguna por 2-2. La participación de Carlos fue clave; luego de proveer una asistencia, y provocar un error en la defensa santista; para que Alfredo Moreno anotara el segundo gol de los "Rayos". Pavón jugó la mayor parte de los encuentros con el equipo "Hidrorayo" sin poder anotar. Al final de la temporada, el Necaxa no se pudo salvar del descenso y con ese desenlace, Carlos terminó su participación en la primera división de fútbol mexicano, gracias a esto, regresando al Real Club Deportivo España.

## Selección nacional
La extensa participación de Carlos Pavón con la Selección de fútbol de Honduras lo llevó a participar, en un par de torneos de la UNCAF, tres eliminatorias mundialistas, tres torneos de la Copa de Oro de la CONCACAF y un torneo de la Copa Kirín. Esta extensa y destacada participación con Honduras, llevó a Carlos Alberto a convertirse en el máximo anotador hondureño de todos los tiempos superando al legendario Roberto "Macho" Figueroa. Se ha retirado de la misma selección, después del Mundial de Sudáfrica 2010. En los torneos regionales del área centroamericana; Pavón participó con la Selección hondureña en dos oportunidades.
Fue precisamente en 1995 durante la Copa de Naciones celebrada en El Salvador que Carlos Pavón Plummer anotó su primer gol en torneos oficiales. Ese gol se lo hizo a la selección de fútbol de Panamá, en el encuentro que Honduras triunfó por marcador de 2-0. Al final del este torneo centroamericano, Carlos Alberto y todo el equipo catracho se alzaron con la Copa de Naciones.
El 15 de diciembre de 2008 Pavón Plummer volvió a ser convocado por el seleccionador nacional: Reynaldo Rueda para que participáse en Copa UNCAF 2009. En este torneo, Carlos Pavón participó en los primeros juegos anotando un gol. Pero salió lesionado en el encuentro contra El Salvador, por lo que se perdió el resto de esta justa centroamericana en la cual Honduras terminó en tercer lugar.
Eliminatorias
Carlos Alberto Pavón tuvo la oportunidad de representar a Honduras en cuatro eliminatorias mundialistas: Francia 1998, Corea Japón 2002, Alemania 2006 y Sudáfrica 2010. El primer gol de Pavón con Honduras en eliminatorias fue contra la selección de fútbol de México; el 21 de septiembre de 1996, en un partido celebrado en el estadio Morazán de San Pedro Sula, valedero para la copa mundial de Francia 1998. En ese encuentro, la selección de fútbol de Honduras derrotó por primera vez a los mexicanos (2-1) en eliminatorias mundialistas. Posteriormente, Carlos formó parte de la "Bicolor Catracha" en los partidos contra San Vicente (4-1), Jamaica (0-0), México (1-3) Y San Vicente (11-3). A pesar de todo el esfuerzo realizado por Pavón y todo el equipo hondureño, fueron eliminados de la hexagonal final, en una combinación de resultados negativos para Honduras terminó clasificando a México] y a la selección de fútbol de Jamaica. Pavón Plummer terminó su primera eliminatoria anotando 2 goles en 5 partidos.
En la eliminatoria Corea Japón 2002, Carlos Pavón Plummer participó en 17 partidos en las tres fases que duró la competición. El goleador anotó 15 goles siendo la selección de fútbol de El Salvador su principal víctima. En esta eliminatoria, Pavón Plummer comenzó jugándola el 16 de marzo del 2000 contra la selección de fútbol de Nicaragua en la fase uno, después participó en ese mismo año en el encuentro que Honduras ganó contra Panamá 3-1. Allí Carlos Alberto se hizo presente en el marcador en dos oportunidades. Al final de esta fase, Panamá pasó a la siguiente fase por mejor diferencia de goles. Honduras tuvo que ir a la repesca contra Haití. A este combinado, Honduras lo eliminó con un marcador global de 7-1. Pavón anotó un tanto en el partido de ida jugado en el estadio Olímpico Metropolitano Francisco Morazán de San Pedro Sula. En la penúltima fase de esta eliminatoria, Honduras se enfrentó a Jamaica, El Salvador y San Vicente. En esta fase, Pavón le anotó 5 goles a la selección de fútbol de El Salvador (3 en San Pedro Sula y 2 veces en el Cuscatlán de San Salvador). Carlos estuvo presente en los 2 encuentros contra Jamaica pero no anotó ningún gol, pero si lo hizo en dos oportunidades contra la selección de San Vicente el 16 de agosto de 2000. Honduras superó esta fase en primer lugar con 15 puntos. Para cuando se dio la Hexagonal Final 2001 de la CONCACAF, Carlos Alberto Pavón pasaba por su mejor momento futbolístico. El atacante había salido campeón con el Morelia de México siendo una pieza importante, lo que le valió ser traspasado al "Calcio" italiano. Sin embargo una serie de incidentes deportivos, no le permitieron participar en los encuentros claves que disputó la selección hondureña. Carlos se perdió los dos juegos claves contra la Selección costarricense por acumulación de tarjetas amarillas. Él estuvo presente en la derrota de Honduras contra Estados Unidos en San Pedro Sula 1-2, pero el goleador no rindió en tal encuentro por estar "tocado". Sus mejores pasajes futbolísticos con esta selección catracha fueron: El memorable "hat trick" que le anotó a la Selección mexicana el 20 de junio de 2001 y que acabó con la era de Enrique Meza al frente de los mexicanos. El triunfo que obtuvo de 3-2 ante los Estados Unidos donde anotó de penal, y el gane de Honduras por 4-2 ante Trinidad y Tobago en Puerto España donde también se hizo presente en el marcador. Sobre el final Honduras se cayó y perdió en casa contra Trinida y Tobago por 0-1, Carlos estuvo en ese partido y en el siguiente, el 11 de noviembre en el cual México enterró las esperanzas de Honduras de asistir al mundial. Los mexicanos se vengaron de la derrota sufrida en el Olímpico Metropolitano (1-3) y derrotaron a los "catrachos" por 3-0 en el Estadio Azteca ante unos 105,000 espectadores. A pesar de todo, en esta eliminatoria; Pavón se convirtió en el máximo anotador de la selección de Honduras en una eliminatoria al completar 15 tantos.
Para las eliminatorias del mundial de Alemania 2006 bajo el mando de Bora Milutinovic, Pavón tuvo muy poca participación en los dos partidos de la primera fase. A pesar de ello, Carlos Alberto incrementó su cuenta personal de goles con Honduras, al anotarle a la Selección de fútbol de Antillas Neerlandesas. Ante la renuncia de "Bora" al frente de Honduras al término de la primera fase, Raúl Martínez Sambulá tomó las riendas de Selección hondureña. Éste entrenador tomó en cuenta a Carlos para los partidos en contra de Guatemala y Canadá, pero su presencia goleadora no se hizo sentir en el combinado catracho. Honduras fue eliminada del mundial en esta fase cuadrangular en la cual pasaron Guatemala y Costa Rica a la ronda final.
Para las eliminatorias de Sudáfrica 2010 Carlos Alberto no participó en la fase preliminar, así mismo no fue parte del combinado catracho durante la segunda fase (cuadrangular) contra México, Canadá, y Jamaica. Fue hasta febrero de 2009; previo a la hexagonal final de la CONCACAF que el artillero fue convocado por el entrenador Reynaldo Rueda. Sin embargo una lesión previo al partido contra Costa Rica lo dejó al margen de la selección nacional. Su regreso con la camisola de Honduras se dio hasta el 28 de marzo de 2009. En esa oportunidad, la aparición de "La Sombra" fue determinante al anotar el gol con que Honduras le sacó un valioso empate de visitante a Trinidad y Tobago; Carlos había puesto en ventaja a la selección hondureña con su gol número 50 al minuto 50. Al final, los trinitarios terminarían empatando el encuentro al minuto 89. El 1 de abril del mismo año, "La Sombra Voladora" hizo pareja con Carlo Costly en la delantera catracha durante el encuentro que Honduras sostuvo ante su similar de México. Carlos Alberto anotó uno de los goles con los cuales Honduras venció a los "Aztecas" por 3-1, y que le costó el puesto al técnico de la selección mexicana Sven-Göran Eriksson. El 6 de junio Pavón fue parte de la derrota de Honduras contra la Estados Unidos por 1-2 en Chicago, Illinois. Pero Pavón puso nuevamente a Honduras en zona de clasificación (7 puntos), cuatro días después al anotar el único tanto con el cual la selección catracha venció a El Salvador por 1-0; en el estadio Olímpico Metropolitano de San Pedro Sula.
En agosto de ese mismo año, Pavón formó parte del seleccionado que le hizo frente al líder de la Hexagonal: Costa Rica. En ese encuentro; el delantero se lució poniendo un pase a gol para Carlo Costly y anotando un golazo al minuto 51. Al final, Honduras triunfó por 4-0 y continuó en zona de
clasificación con 10 puntos. El 6 de septiembre Pavón Plummer le anotó un doblete a Trinidad y Tobago al minuto 19 y al 27 en triunfo de Honduras por 4-1. Con este triunfo la selección catracha se puso a 3 puntos de Sudáfrica 2010, luego de que Costa Rica sufriera sendos revezes en contra de México y El Salvador. Pero el equipo hondureño se vino abajo, y perdió como visitante ante México en el estadio Azteca 0-1. Y de local ante los Estados Unidos 2-3; partido en el cual Carlos Pavón falló un penal, el cual que pudo ser la diferencia entre el boleto directo al mundial o la repesca. Al término del partido, según palabras del propio Pavón él "Deseaba que se lo tragara la tierra". Pero todos los grandes jugadores tienen su revancha. Éste fue el caso del goleador hondureño el 14 de octubre cuando al minuto 64, anotó el gol con el cual Honduras sumó 16 puntos y se clasificó de forma directa al mundial de Sudáfrica 2010. La clasificación se dio en combinación: El gane de Honduras y un empate de último minuto de la selección de fútbol de los Estados Unidos ante Costa Rica 2-2. Este resultado terminó por enviar a los ticos a jugar una serie de repechajes contra la selección de fútbol de Uruguay. Al término de 2009 Carlos Pavón fue nombrado "jugador del Año" por la Prensa de Honduras, por su excelente participación con la selección nacional de Honduras en ruta al mundial.

### Participaciones en Copas del Mundo
| Mundial                        | Sede      | Resultado    |
| ------------------------------ | --------- | ------------ |
| Copa Mundial de Fútbol de 2010 | Sudáfrica | Primera fase |

Copa Oro
Después de que Honduras, quedase fuera del mundial de Alemania 2006, Carlos Pavón renunció a la selección nacional, porque consideró que habría que darle oportunidad a los nuevos valores del fútbol catracho. Sin embargo, el entrenador colombiano de la selección de fútbol de Honduras, Reynaldo Rueda, volvió a convocar al veterano goleador catracho el 11 de abril de 2007 para un fogueo contra Haití, con miras al torneo de la Copa de Oro de la CONCACAF. Antes; Pavón había participado en los torneos Copa Oro de 1998 y 2000 donde logró cuatro anotaciones.
Después de dos años de ausencia del equipo nacional, Pavón no dudó en atender el llamado de Rueda y dijo sentirse feliz. También aseguró que regresó, porque ha visto "cosas buenas" y "positivas," refiriéndose; al apoyo mostrado por los medios de comunicación al nuevo proceso de selección, y al hecho de ver que la "afición está contenta" y optimista con las competencias que se avecinan.
A su regreso con la Selección hondureña, Carlos Pavón volvió a anotar con la Selección nacional, en los partidos que Honduras perdiera ante su similar de Haití por marcador de 1-3. Y posteriormente en la derrota que sufriera Honduras en Mérida, ante Venezuela por 1-2.
Durante la Copa Oro 2007, Carlos Pavón se convirtió en el máximo artillero de la selección de Honduras en estos torneos regionales (9), superando a Eduardo Bennett quien se quedó con 7 goles. Este récord lo superó anotándole 4 goles a la selección de fútbol de Cuba en Reliant Stadium de Houston, Texas. Este torneo, terminó para Honduras el 17 de junio del 2007 cuando los catrachos fueron eliminados en cuartos de final; al perder 1-2 en contra de la selección de fútbol de Guadalupe. Al final de la Copa Oro; Carlos Pavón finalizó su participación con un total de 5 goles, en cuatro encuentros. Esto fue suficiente para que Plummer obtuviera el título de máximo romperredes, y pasara a formar parte del once ideal de este certamen regional.

### Goles internacionales
| #   | Fecha                    | Lugar                            | Rival                        | Marcador | Resultado | Competencia        |
| --- | ------------------------ | -------------------------------- | ---------------------------- | -------- | --------- | ------------------ |
| 1.  | 29 de noviembre de 1995  | Santa Ana, El Salvador           | Panamá                       | 2-0      | Win       | Copa UNCAF 1995    |
| 2.  | 10 de diciembre de 1995  | San Salvador, El Salvador        | Guatemala                    | 3-0      | Win       | Copa UNCAF 1995    |
| 3.  | 10 de diciembre de 1995  | San Salvador, El Salvador        | Guatemala                    | 3-0      | Win       | Copa UNCAF 1995    |
| 4.  | 24 de julio de 1996      | San Pedro Sula, Honduras         | Panamá                       | 1-1      | Draw      | Amistoso           |
| 5.  | 21 de agosto de 1996     | San Salvador, El Salvador        | El Salvador                  | 2-1      | Win       | Amistoso           |
| 6.  | 25 de agosto de 1996     | Tegucigalpa, Honduras            | Cuba                         | 4-0      | Win       | Amistoso           |
| 7.  | 21 de septiembre de 1996 | San Pedro Sula, Honduras         | México                       | 2-1      | Win       | Eliminatorias 1998 |
| 8.  | 21 de octubre de 1996    | Tegucigalpa, Honduras            | San Vicente y las Granadinas | 1-1      | Draw      | Amistoso           |
| 9.  | 17 de noviembre de 1996  | San Pedro Sula, Honduras         | San Vicente y las Granadinas | 11-3     | Win       | Eliminatorias 1998 |
| 10. | 1 de febrero de 1998     | Oakland, Estados Unidos          | Trinidad y Tobago            | 1-3      | Loss      | Copa de Oro 1998   |
| 11. | 21 de marzo de 1999      | San José Costa Rica              | Costa Rica                   | 1-0      | Win       | Copa UNCAF 1999    |
| 12. | 26 de marzo de 1999      | San José Costa Rica              | Costa Rica                   | 2-1      | Win       | Copa UNCAF 1999    |
| 13. | 21 de mayo de 1999       | Miami, Estados Unidos            | Haití                        | 2-0      | Win       | Amistoso           |
| 14. | 21 de mayo de 1999       | Miami, Estados Unidos            | Haití                        | 2-0      | Win       | Amistoso           |
| 15. | 9 de febrero de 2000     | San Pedro Sula, Honduras         | El Salvador                  | 5-1      | Win       | Amistoso           |
| 16. | 12 de febrero de 2000    | Miami, Estados Unidos            | Jamaica                      | 2-0      | Win       | Copa de Oro 2000   |
| 17. | 16 de febrero de 2000    | Miami, Estados Unidos            | Colombia                     | 2-0      | Win       | Copa de Oro 2000   |
| 18. | 19 de febrero de 2000    | Miami, Estados Unidos            | Perú                         | 3-5      | Loss      | Copa de Oro 2000   |
| 19. | 7 de mayo de 2000        | Tegucigalpa, Honduras            | Panamá                       | 3-1      | Win       | Eliminatorias 2002 |
| 20. | 7 de mayo de 2000        | Tegucigalpa, Honduras            | Panamá                       | 3-1      | Win       | Eliminatorias 2002 |
| 21. | 3 de junio de 2000       | San Pedro Sula, Honduras         | Haití                        | 4-0      | Win       | Eliminatorias 2002 |
| 22. | 16 de julio de 2000      | San Salvador, El Salvador        | El Salvador                  | 5-2      | Win       | Eliminatorias 2002 |
| 23. | 16 de julio de 2000      | San Salvador, El Salvador        | El Salvador                  | 5-2      | Win       | Eliminatorias 2002 |
| 24. | 16 de agosto de 2000     | Tegucigalpa, Honduras            | San Vicente y las Granadinas | 6-0      | Win       | Eliminatorias 2002 |
| 25. | 16 de agosto de 2000     | Tegucigalpa, Honduras            | San Vicente y las Granadinas | 6-0      | Win       | Eliminatorias 2002 |
| 26. | 2 de septiembre de 2000  | San Pedro Sula, Honduras         | El Salvador                  | 5-0      | Win       | Eliminatorias 2002 |
| 27. | 2 de septiembre de 2000  | San Pedro Sula, Honduras         | El Salvador                  | 5-0      | Win       | Eliminatorias 2002 |
| 28. | 2 de septiembre de 2000  | San Pedro Sula, Honduras         | El Salvador                  | 5-0      | Win       | Eliminatorias 2002 |
| 29. | 21 de marzo de 2001      | San Pedro Sula, Honduras         | Chile                        | 3-1      | Win       | Amistoso           |
| 30. | 23 de mayo de 2001       | Tegucigalpa, Honduras            | Nicaragua                    | 10-2     | Win       | Copa UNCAF 2001    |
| 31. | 23 de mayo de 2001       | Tegucigalpa, Honduras            | Nicaragua                    | 10-2     | Win       | Copa UNCAF 2001    |
| 32. | 23 de mayo de 2001       | Tegucigalpa, Honduras            | Nicaragua                    | 10-2     | Win       | Copa UNCAF 2001    |
| 33. | 16 de junio de 2001      | Puerto España, Trinidad y Tobago | Trinidad y Tobago            | 4-2      | Win       | Eliminatorias 2002 |
| 34. | 20 de junio de 2001      | San Pedro Sula, Honduras         | México                       | 1-0      | 3-1       | Eliminatorias 2002 |
| 35. | 20 de junio de 2001      | San Pedro Sula, Honduras         | México                       | 2-0      | 3-1       | Eliminatorias 2002 |
| 36. | 20 de junio de 2001      | San Pedro Sula, Honduras         | México                       | 3-0      | 3-1       | Eliminatorias 2002 |
| 37. | 1 de septiembre de 2001  | Washington D. C., EEUU           | Estados Unidos               | 2-1      | Win       | Eliminatorias 2002 |
| 38. | 2 de mayo de 2002        | Kobe, Japón                      | Japón                        | 3-3      | Draw      | Copa Carlsberg     |
| 39. | 2 de mayo de 2002        | Kobe, Japón                      | Japón                        | 3-3      | Draw      | Copa Carlsberg     |
| 40. | 28 de abril de 2004      | Fort Lauderdale, EEUU            | Ecuador                      | 1-1      | Draw      | Amistoso           |
| 41. | 19 de junio de 2004      | San Pedro Sula, Honduras         | Antillas Neerlandesas        | 4-0      | Win       | Eliminatorias 2006 |
| 42. | 19 de abril de 2007      | La Ceiba, Honduras               | Haití                        | 1-3      | Loss      | Amistoso           |
| 43. | 25 de mayo de 2007       | Mérida, Venezuela                | Venezuela                    | 1-2      | Loss      | Amistoso           |
| 44. | 13 de junio de 2007      | Houston, Estados Unidos          | Cuba                         | 1-0      | 5-0       | Copa de Oro 2007   |
| 45. | 13 de junio de 2007      | Houston, Estados Unidos          | Cuba                         | 2-0      | 5-0       | Copa de Oro 2007   |
| 46. | 13 de junio de 2007      | Houston, Estados Unidos          | Cuba                         | 3-0      | 5-0       | Copa de Oro 2007   |
| 47. | 13 de junio de 2007      | Houston, Estados Unidos          | Cuba                         | 4-0      | 5-0       | Copa de Oro 2007   |
| 48. | 18 de enero de 2009      | Miami, Estados Unidos            | Chile                        | 2-0      | Win       | Amistoso           |
| 49. | 26 de enero de 2009      | Tegucigalpa, Honduras            | El Salvador                  | 2-0      | Win       | Copa Uncaf 2009    |
| 50. | 28 de marzo de 2009      | Puerto España, Trinidad y Tobago | Trinidad y Tobago            | 1-1      | Draw      | Eliminatorias 2010 |
| 51. | 1 de abril de 2009       | San Pedro Sula, Honduras         | México                       | 3-1      | Win       | Eliminatorias 2010 |
| 52  | 10 de junio de 2009      | San Pedro Sula, Honduras         | El Salvador                  | 1-0      | Win       | Eliminatorias 2010 |
| 53  | 12 de agosto de 2009     | San Pedro Sula, Honduras         | Costa Rica                   |          |           | Eliminatorias 2010 |
| 54  | 5 de septiembre de 2009  | San Pedro Sula, Honduras         | Trinidad y Tobago            | 4-1      | Win       | Eliminatorias 2010 |
| 55  | 5 de septiembre de 2009  | San Pedro Sula, Honduras         | Trinidad y Tobago            | 4-1      | Win       | Eliminatorias 2010 |
| 56  | 14 de octubre de 2009    | San Salvador, El Salvador        | El Salvador                  | 1-0      | Win       | Eliminatorias 2010 |
| 57  | 23 de enero de 2010      | Carson, Estados Unidos           | Estados Unidos               | 3-1      | Win       | Amistoso           |

## Clubes

### Como jugador
| Club                   | País                | Período               | Partidos | Goles | Media |
| ---------------------- | ------------------- | --------------------- | -------- | ----- | ----- |
| Real España            | Honduras            | 1991-1994             | 57       | 15    | 0.26  |
| Toluca                 | México              | 1994                  | 17       | 7     | 0.41  |
| San Luis Fútbol Club   | México              | 1995                  | 11       | 4     | 0.36  |
| Real Valladolid        | España              | 1996                  | 9        | 0     | 0     |
| Correcaminos de la UAT | México              | 1997                  | 20       | 15    | 0.75  |
| Club Necaxa            | México              | 1997-1998             | 25       | 7     | 0.28  |
| Atlético Celaya        | México              | 1998-1999 - 1999-2000 | 42       | 18    | 0.6   |
| Morelia                | México              | 2000-2001             | 34       | 17    | 0.5   |
| Udinese                | Italia              | 2001                  | 10       | 1     | 0.14  |
| S.S. Napoli            | Italia              | 2002                  | 14       | 0     | 0     |
| Real España            | Honduras            | 2003                  | 18       | 8     | 0.44  |
| Morelia                | México              | 2004                  | 19       | 8     | 0.38  |
| Deportivo Cali         | Colombia            | 2004                  | 14       | 3     | 0.21  |
| Cruz Azul              | México              | 2005                  | 13       | 3     | 0.23  |
| Club Comunicaciones    | Guatemala           | 2005-2006             | 34       | 19    | 0.56  |
| Real España            | Honduras            | 2006-2007             | 38       | 17    | 0.44  |
| Los Ángeles Galaxy     | Estados Unidos      | 2007                  | 23       | 4     | 0.17  |
| Real España            | Honduras            | 2008                  | 21       | 11    | 0.52  |
| Club Necaxa            | México              | 2009                  | 9        | 0     | 0     |
| Real España            | Honduras            | 2009-2013             | 68       | 39    | 0.57  |
| Total en su carrera    | Total en su carrera | 1991-2013             | 460      | 192   | 0.42  |

### Como asistente técnico
| Club                      | País     | Período |
| ------------------------- | -------- | ------- |
| Real España               | Honduras | 2013    |
| Selección nacional sub-20 | Honduras | 2014    |
| Selección nacional        | Honduras | 2014    |
| Marathón                  | Honduras | 2016    |

### Como entrenador
| Club     | País     | Período |
| -------- | -------- | ------- |
| Marathón | Honduras | 2016    |
| Vida     | Honduras | 2017    |

## Palmarés

### Campeonatos nacionales
| Título                     | Club                   | País     | Año           |
| -------------------------- | ---------------------- | -------- | ------------- |
| Liga Nacional de Fútbol    | Real C. D. España      | Honduras | 1993          |
| Primera División de México | C. A. Monarcas Morelia | México   | Invierno 2000 |
| Liga Nacional de Fútbol    | Real C. D. España      | Honduras | 2003-04       |
| Liga Nacional de Fútbol    | Real C. D. España      | Honduras | 2006-07       |

#### Copas internacionales
| Título     | Equipo   | Sede         | Año  |
| ---------- | -------- | ------------ | ---- |
| Copa UNCAF | Honduras | Tegucigalpa  | 1993 |
| Copa UNCAF | Honduras | San Salvador | 1995 |

### Distinciones individuales
| Distinción                                                             | Año        |
| ---------------------------------------------------------------------- | ---------- |
| El Futbolista Más Popular del Mundo (Según la iffhs)                   | 2010       |
| Mejor gol de las eliminatorias 2010                                    | 2010       |
| Máximo anotador de la Selección de fútbol de Honduras                  | 2010       |
| Futbolista del Año (Según Diario La Prensa de Honduras)                | 2009       |
| Goleador del Hexagonal de la Eliminatoria de Concacaf 2010             | 2009       |
| Máximo Goleador de la Copa de Oro de la Concacaf                       | 2007       |
| Goleador de la Liga Nacional de Honduras                               | 2006, 2007 |
| Goleador de la Primera A de México                                     | 1997       |
| Condecoración Nacional por el presidente Carlos Roberto Reina Idiáquez | 1994       |

## Nota
1. 1 2 3  Asistente técnico.